# Elatostema grande
Elatostema grande là loài thực vật có hoa trong họ Tầm ma. Loài này được (Wedd.) P.S.Green mô tả khoa học đầu tiên năm 1990.